# Форт Сен-Луи
Форт Сен-Луи — французская колония, существовавшая с 1685 по 1689 год на территории современного Техаса. Основатель, Рене-Робер Кавелье де ла Саль, планировал основать колонию в устье Миссисипи, но из-за несовершенства карт и ошибок навигации, оказался на побережье Техаса, на 650 километров западнее, чем планировалось.
Колонисты столкнулись со множеством трудностей, в число которых входили набеги индейцев, эпидемии и тяжёлые погодные условия. Де ла Саль предпринял несколько попыток отыскать Миссисипи, но вместо этого открыл обширные территории Рио-Гранде и Восточного Техаса. В 1686 году, в отсутствие де ла Саля, потерпел крушение последний корабль колонистов, а с ним и возможность пополнить запасы во французских колониях в Карибском море. Единственным источником помощи остались французские поселения в Иллинойсе. В начале 1687 года де ла Саль был убит в стычке в районе реки Бразос. Хотя остаткам экспедиции удалось достичь Иллинойса, помощь в форт Сен-Луи так и не пришла.
Оставшиеся в форте колонисты были убиты или захвачены в плен племенем каранкава в конце 1688 года. Хотя колония просуществовала только три года, она стала основой для территориальных претензий со стороны Франции к американским территориям.
Испанцы узнали об экспедиции де ла Саля в 1686 году. Опасаясь угрозы влиянию в Новой Испании и южной части Северной Америки со стороны Франции, испанские власти организовали многочисленные экспедиции с целью найти и уничтожить французскую колонию. Эти экспедиции способствовали росту знаний о географии побережья Мексиканского залива.
Когда испанцы, наконец, обнаружили останки французской колонии, они закопали орудия и сожгли строения. Несколько лет спустя испанцы построили на том же месте укрепление. Потом о месте забыли и заново открыли в 1996 году. В настоящее время на месте колонии ведутся раскопки.

## Экспедиция

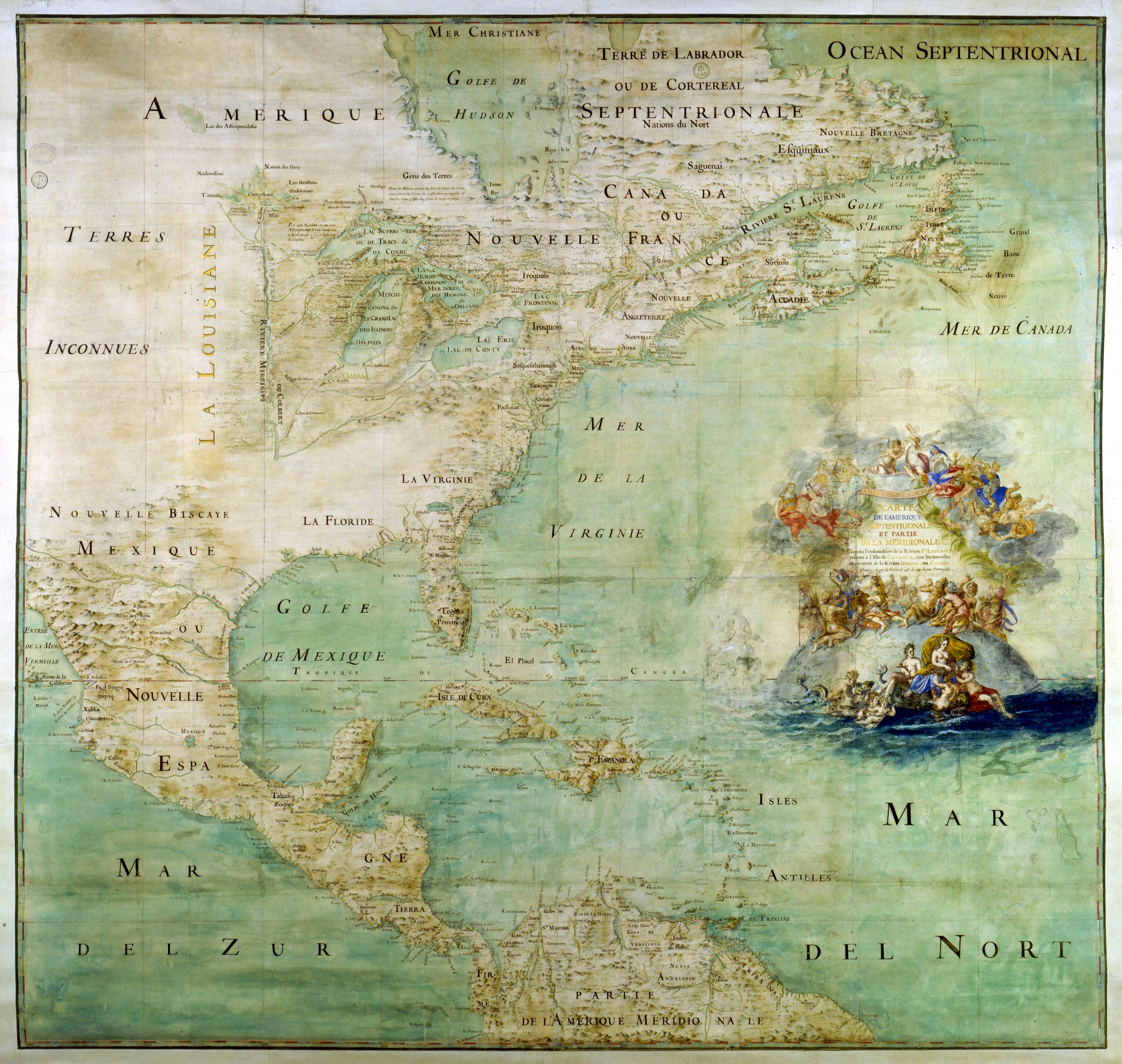
Карта 1681 года отражает уровень представлений о географии Северной Америки до путешествия де ла Саля. Рио Гранде подписана как Рио Браво, плохо освещена география Техаса.

К концу XVII века большая часть территории Северной Америки была поделена европейскими державами. Испания предъявила права на Флориду, территорию современно Мексики и большую часть юго-запада континента. Северная часть побережья Атлантического океана попала в сферу интересов Британии, а французские территории охватывали значительную часть современной Канады и Иллинойса (фр. Pays des Illinois). Французы опасались вторжения со стороны стран-соперниц. В 1681 году французский дворянин Рене-Робер Кавелье де ла Саль отправился в экспедицию вниз по реке Миссисипи из Новой Франции. Он предполагал, что таким путём сможет добраться до Тихого океана, но вместо этого вышел в Мексиканский залив. Эта территория уже была открыта испанским исследователем Эрнандо де Сото и объявлена испанским владением за 140 лет до де ла Саля. Тем не менее, 9 апреля 1682 года де ла Саль объявил долину Миссисипи французской территорией и назвал её в честь короля Людовика XIV Луизианой.
Присутствие французов в устье Миссисипи могло препятствовать установлению Испанией полного контроля над Мексиканским заливом. В противном случае испанцы могли представлять серьёзную угрозу для южных границ Новой Франции. Де ла Саль полагал, что Миссисипи находится неподалёку от восточного края Новой Испании. По возвращении домой в 1683 году де ла Саль предложил основать колонию в устье реки. Колония, с одной стороны, должна была способствовать распространению христианства среди местного населения, а с другой могла служить удобным плацдармом для подготовки нападения на испанскую провинцию Нуэва Виская с её богатыми серебряными шахтами.
Де ла Саль считал, что небольшое число французов в союзе с 15 тысячами индейцев, обозлённых на испанцев из-за рабства, могут захватить Новую Испанию. После того, как Испания объявила войну Франции в октябре 1683 года, Людовик принял план де ла Саля.
Де ла Саль предполагал доплыть до Новой Франции, затем по суше переправиться в Иллинойс, а затем спуститься к устью Миссисипи. Людовик настоял на том, чтобы де ла Саль пересёк Мексиканский залив, который в то время Испания считала своим. 24 июля 1684 года четыре судна под руководством де ла Саля вышли из Ля Рошель. Среди кораблей были: 36-пушечный мановар «Ле Жоли», 300-тонный «Л’Эмабль», барк «Ла Белль» и кеч «Сен-Франсуаз». Военные корабли были предоставлены королём, а транспортные взяты в аренду у французских купцов. Людовик снарядил команды для всех судов и 100 солдат, а также оплатил наём профессиональных рабочих. Товары для торговли с аборигенами де ла Саль был вынужден покупать сам.
В экспедицию отправились почти 300 человек, включая солдат, ремесленников и мастеровых, шестерых миссионеров и более двенадцати женщин и детей. Вскоре после отплытия отношения между державами восстановились, и Людовик потерял интерес к экспедиции де ла Саля. Подробности относительно экспедиции держались в тайне. Даже капитан (адмирал) Сьер де Божо узнал о конечной цели путешествия только после отплытия, чем был недоволен. Отношения между двумя руководителями обострились, когда они подплыли к Санто-Доминго. Не придя к соглашению относительно того, где бросить якорь, они разделились. Божо отвёл свои суда на другую часть острова, в результате чего кеч «Сен-Франсуаз», гружёный продуктами и инструментами для колоний, был захвачен испанскими буканьерами.
За 58 дней пути два человека умерли, одна из женщин родила. Путешествие до Санто-Доминго занял больше времени, чем ожидалось, начали заканчиваться продукты, особенно после потери «Сен-Франсуаз». Де ла Саль был ограничен в средствах на покупку провианта. Два купца даже продали часть своих товаров и ссудили де ла Саля деньгами. Несколько человек дезертировали, и де ла Саль нанял на их место местных жителей.
В конце ноября 1684 года, когда де ла Саль оправился после тяжёлой болезни, три оставшихся судна продолжили поиск дельты Миссисипи. Перед отправлением местные жители предупредили путешественников о наличии сильных течений (текущих в восточном направлении), способных сместить суда к Флоридскому проливу. 18 декабря суда достигли Мексиканского залива и вошли в воды, которые Испания считала своими. Никто из участников экспедиции ранее не был в водах Мексиканского залива и не знал об особенностях навигации в них. И в результате сочетания картографических ошибок, ошибок расчёта широты устья Миссисипи и помех, вызванных течением, экспедиция не смогла найти Миссисипи. Вместо этого они высадились в заливе Матагорда, на 644 километра западнее Миссисипи.

## Строительство колонии
20 февраля колонисты вступили на территорию в первый раз на три месяца, считая с момента отправления из Санто-Доминго. Первое временное поселение было организовано вблизи места расположения современного маяка Мантагорда. Один из летописцев экспедиции, Анри Жутель, описал первое впечатление от Техаса так: «Мне эта местность не кажется слишком благоприятной. Она была равнинной и песчаной, но трава на ней росла. Имелись несколько солёных водоёмов. Мы практически не встречали дикой птицы, не считая нескольких журавлей и канадских гусей».
Несмотря на совет Боже, Ла Саль отправил «Ла Белль» и «Эмабль» через «узкий и мелкий проход» за припасами. Чтобы уменьшить осадку «Эмабль», с него сняли восемь пушек и часть груза. После того, как «Ла Белль» прошёл через проход, Ла Саль послал его штурмана усилить команду «Эмабль», но капитан «Эмабль» отказался от помощи. Как только «Эмабль» отплыл, на лагерь напала группа индейцев племени каранкава и похитила часть поселенцев. Ла Саль во главе отряда солдат отправился на выручку поселенцам. На судне не осталось солдат. Когда Ла Саль вернулся, то обнаружил, что «Эмабль» сел на мель.

## Значение
Из всех колонистов спаслись только 15 или 16 человек. Шесть из них вернулись во Францию, а девять остальных были захвачены испанцами. В их числе были четверо детей, которых пощадили индейцы. Детей сначала отправили вице-королю Новой Испании, Конде де Гальве, который обращался с ними как со слугами. Двое из этих детей позже вернулись во Францию. Из оставшихся пяти трое приняли испанское подданство и поселились в Новой Мексике.
Несмотря на провал французской экспедиции, она всерьёз обеспокоила испанские власти. Вскоре в Пенсаколе и в восточном Техасе были организованы сторожевые посты. В 1722 году на месте французской колонии были построены форт Президио ла Байя и католическая миссия Нуэстра Сеньора дель Эспириту-Санто де Суньига.